# Ровинари
Ровинари (рум. Rovinari) — город в Румынии в составе жудеца Горж.

## История
В XX веке эти места активно развивались благодаря добыче угля. В 1950-х годах была построена ТЭС, являющаяся в настоящее время одной из крупнейших ТЭС Европы. В 1981 году коммуна Ровинари получила статус города.